# Višesokovni napitak
Višesokovni napitak je napitak iz serijala romana o Harryju Potteru. To je napitak koji fizički preobražava jednu osobu u drugu. Napitak je kompliciran i težak za spravljanje, a i postupak je dugotrajan. Na kraju postupka u napitak se stavlja dlaka ili nokat osobe u koju se želite preobraziti. Pomoću višesokovnog napitka nemoguće je preobraziti se u životinje te ne djeluje na poludivove poput Rubeusa Hagrida. Višesokovni se napitak često spominje i koristi u knjigama o Harryju Potteru.